# Liste der Stolpersteine in Fritzlar
Die Liste der Stolpersteine in Fritzlar enthält alle Stolpersteine, die im Rahmen des gleichnamigen Projekts von Gunter Demnig in Fritzlar verlegt wurden. Mit ihnen soll an Opfer des Nationalsozialismus erinnert werden, die in Fritzlar lebten und wirkten.

## Verlegte Stolpersteine
| Bild | Person, Inschrift | Adresse                 | Verlege- datum | weitere Informationen |
| --- | --- | ----------------------- | -------------- | --- |
| Stolperstein für Helene Joseph geb. Willmannsdörfer | Hier wohnte Helene Joseph geb. Willmannsdörfer Jg. 1872 deportiert 1942 ermordet in Treblinka                                     | Am Hochzeitshaus 5 ·    |                | |
| Stolperstein für Julius Joseph | Hier wohnte Julius Joseph Jg. 1866 deportiert 1942 ermordet in Treblinka                                                          | Am Hochzeitshaus 5 ·    |                | |
| Stolperstein für Dina Joseph geb. Höxter | Hier wohnte Dina Joseph geb. Höxter Jg. 1876 deportiert 1942 Maly Trostinec ermordet 29.9.1942                                    | Am Hochzeitshaus 10 ·   |                | |
| Stolperstein für Moritz Joseph | Hier wohnte Moritz Joseph Jg. 1870 deportiert 1942 Maly Trostinec ermordet 29.9.1942                                              | Am Hochzeitshaus 10 ·   |                | |
| Stolperstein für Anna Mansbach geb. Marx | Hier wohnte Anna Mansbach geb. Marx Jg. 1865 deportiert 1942 Izbica ermordet                                                      | Am Hochzeitshaus 23 ·   |                | |
| Stolperstein für Arthur Mansbach | Hier wohnte Arthur Mansbach Jg. 1898 deportiert 1941 ermordet in Riga                                                             | Am Hochzeitshaus 23 ·   |                | |
| Stolperstein für Ernst Mansbach | Hier wohnte Ernst Mansbach Jg. 1927 deportiert 1941 KZ Stutthof ermordet Dez. 1944                                                | Am Hochzeitshaus 23 ·   |                | |
| Stolperstein für Fritz Mansbach | Hier wohnte Fritz Mansbach Jg. 1926 deportiert 1941 Buchenwald ermordet 5.1.1945                                                  | Am Hochzeitshaus 23 ·   |                | |
| Stolperstein für Johanna Mansbach geb. Hirtz | Hier wohnte Johanna Mansbach geb. Hirtz Jg. 1890 deportiert 1941 ermordet in Riga                                                 | Am Hochzeitshaus 23 ·   |                | |
| Stolperstein für Tony Rosenbach | Hier wohnte Tony Rosenbach Jg. 1889 deportiert 1941 Riga ermordet 1942                                                            | Flehmengasse 4 ·        |                | |
| Stolperstein für Ruth Rebekka Speier geb. Grünebaum | Hier wohnte Ruth Rebekka Speier geb. Grünebaum Jg. 1888 ermordet 13.10.1942 Auschwitz                                             | Fraumünsterstraße 2 ·   |                | |
| Stolperstein für Susmann Speier | Hier wohnte Susmann Speier Jg. 1870 ermordet 22.1.1942 Sachsenhausen                                                              | Fraumünsterstraße 2 ·   |                | |
| Stolperstein für Berta Kugelmann | Hier wohnte Berta Kugelmann Jg. 1924 deportiert 1943 Mauthausen überlebt                                                          | Fraumünsterstraße 19 ·  |                | |
| Stolperstein für Betty Kugelmann geb. Plaut | Hier wohnte Betty Kugelmann geb. Plaut Jg. 1884 deportiert 1942 Ravensbrück ermordet 11.10.1942                                   | Fraumünsterstraße 19 ·  |                | |
| Stolperstein für Joseph Kugelmann | Hier wohnte Joseph Kugelmann Jg. 1877 deportiert 1942 Dachau ermordet 16.06.1942                                                  | Fraumünsterstraße 19 ·  |                | |
| Stolperstein für Brunhilde Helfer geb. Kugelmann | Hier wohnte Brunhilde Helfer geb. Kugelmann Jg. 1916 deportiert 1942 Izbica ???                                                   | Fraumünsterstraße 19 ·  |                | |
| Stolperstein für Joseph Löwenstein | Hier wohnte Joseph Löwenstein Jg. 1868 deportiert 1941 Riga ???                                                                   | Fraumünsterstraße 22 ·  |                | |
| Stolperstein für Rickchen Löwenstein geb. Stern | Hier wohnte Rickchen Löwenstein geb. Stern deportiert Riga ???                                                                    | Fraumünsterstraße 22 ·  |                | |
| Stolperstein für Erna Rapp geb. Löwenstein | Hier wohnte Erna Rapp geb. Löwenstein Jg. 1897 deportiert Riga ermordet 1942                                                      | Fraumünsterstraße 22 ·  |                | |
| Stolperstein für Abraham Stern | Hier wohnte Abraham Stern Jg. 1877 deportiert Auschwitz ???                                                                       | Fraumünsterstraße 26 ·  |                | |
| Stolperstein für Erna Stern | Hier wohnte Erna Stern Jg. 1927 deportiert Auschwitz ???                                                                          | Fraumünsterstraße 26 ·  |                | |
| Stolperstein für Friederike Stern | Hier wohnte Friederike Stern Jg. 1886 deportiert Auschwitz ???                                                                    | Fraumünsterstraße 26 ·  |                | |
| Stolperstein für Herta Stern | Hier wohnte Herta Stern Jg. 1921 deportiert Auschwitz ???                                                                         | Fraumünsterstraße 26 ·  |                | |
| Stolperstein für Ruth Stern | Hier wohnte Ruth Stern Jg. 1919 deportiert 1941 Riga überlebt                                                                     | Fraumünsterstraße 26 ·  |                | |
| Stolperstein für Sara Pfifferling | Hier wohnte Sara Pfifferling Jg. 1888 deportiert 1941 Riga ???                                                                    | Fraumünsterstraße 26 ·  |                | |
| Stolperstein für Lilli Brill geb. Mannheimer | Hier wohnte Lilli Brill geb. Mannheimer Jg. 1910 ???                                                                              | Gießener Straße 13 ·    |                | |
| Stolperstein für Aron Neuhaus | Hier wohnte Aron Neuhaus Jg. 1873 deportiert 1942 Theresienstadt ermordet 7.2.1943                                                | Gießener Straße 13 ·    |                | |
| Stolperstein für Rosalie Neuhaus | Hier wohnte Rosalie Neuhaus Jg. 1871 deportiert 1942 Theresienstadt überlebt                                                      | Gießener Straße 13 ·    |                | |
| Stolperstein für Günter Mansbach | Hier wohnte Günter Mansbach Jg. 1932 Flucht Niederlande deportiert 1940 ermordet in Auschwitz                                     | Gießener Straße 14 ·    |                | |
| Stolperstein für Hans-Jürgen Mansbach | Hier wohnte Hans-Jürgen Mansbach Jg. 1931 Flucht Niederlande deportiert 1940 ermordet in Auschwitz                                | Gießener Straße 14 ·    |                | |
| Stolperstein für Herta Gerda Mansbach geb. Levi | Hier wohnte Herta Gerda Mansbach geb. Levi Jg. 1907 Flucht Niederlande deportiert 1940 ermordet in Auschwitz                      | Gießener Straße 14 ·    |                | |
| Stolperstein für Ludwig Mansbach | Hier wohnte Ludwig Mansbach Jg. 1896 Flucht Niederlande deportiert 1940 ermordet in Auschwitz                                     | Gießener Straße 14 ·    |                | |
| Stolperstein für Ottilie Mansbach | Hier wohnte Ottilie Mansbach Jg. 1929 Flucht Niederlande deportiert 1940 ermordet in Auschwitz                                    | Gießener Straße 14 ·    |                | |
| Stolperstein für Paula Kaufmann geb. Sauer | Hier wohnte Paula Kaufmann geb. Sauer Jg. 1898 deportiert 1942 ???                                                                | Gießener Straße 17 ·    |                | |
| Stolperstein für Siegfried Kaufmann | Hier wohnte Siegfried Kaufmann Jg. 1882 deportiert 1942 ???                                                                       | Gießener Straße 17 ·    |                | |
| Stolperstein für Sara Sauer geb. Gutheim | Hier wohnte Sara Sauer geb. Gutheim Jg. 1871 deportiert !942 Theresienstadt tot 23.2.1943                                         | Gießener Straße 17 ·    |                | |
| Stolperstein für Gustav Lissauer | Hier wohnte Gustav Lissauer Jg. 1901 deportiert Riga überlebt                                                                     | Gießener Straße 18 ·    |                | |
| Stolperstein für Max Lissauer | Hier wohnte Max Lissauer Jg. 1907 deportiert 1942 Ibica ermordet 1942                                                             | Gießener Straße 18 ·    |                | |
| Stolperstein für David Löwenstein | Hier wohnte David Löwenstein Jg. 1874 deportiert 1941 Kowno ermordet 25.11.1941                                                   | Gießener Straße 22 ·    |                | |
| Stolperstein für Siegmund Löwenstein | Hier wohnte Siegmund Löwenstein Jg. 1906 deportiert 1941 Kowno ermordet 25.11.1941                                                | Gießener Straße 22 ·    |                | |
| Stolperstein für Bernd Löwenstein | Hier wohnte Bernd Löwenstein Jg. 1938 deportiert 1941 Kowno ermordet 25.11.1941                                                   | Gießener Straße 22 ·    |                | |
| Stolperstein für Bessi Löwenstein | Hier wohnte Bessi Löwenstein Jg. 1902 deportiert 1941 Kowno ermordet 25.11.1941                                                   | Gießener Straße 22 ·    |                | |
| Stolperstein für Elli Lina Löwenstein | Hier wohnte Elli Lina Löwenstein geb. Wallach Jg. 1909 deportiert 1941 Kowno ermordet 25.11.1941                                  | Gießener Straße 22 ·    |                | |
| Stolperstein für Leopold Löwenstein | Hier wohnte Leopold Löwenstein Jg. 1884 deportiert 1942 Richtung Osten ???                                                        | Gießener Straße 23 ·    |                | |
| Stolperstein für Paula Rosa Löwenstein | Hier wohnte Paula Rosa Löwenstein geb. Scheuer Jg. 1895 deportiert 1942 Richtung Osten ???                                        | Gießener Straße 23 ·    |                | |
| Stolperstein für Emma Boley | Hier wohnte Emma Boley Jg. 1875 deportiert 1942 ermordet 20.9.1942 Treblinka                                                      | Gießener Straße 25 ·    |                | |
| Stolperstein für Herta Speier | Hier wohnte Herta Speier Jg. 1913 deportiert Auschwitz überlebt                                                                   | Gießener Straße 25 ·    |                | |
| Stolperstein für Gustav Kron | Hier wohnte Gustav Kron Jg. 1878 'Schutzhaft' 1938 Sachsenhausen deportiert 1941 Łodz/Litzmannstadt 1942 Chelmno/Kulmhof ermordet | Gießener Straße 39 ·    |                | |
| Stolperstein für Selma Kron | Hier wohnte Selma Kron geb. Blumenkrohn Jg. 1890 deportiert 1941 Łodz/Litzmannstadt 1942 Chelmno/Kulmhof ermordet                 | Gießener Straße 39 ·    |                | |
| Stolperstein für Siegfried Neugarten | Hier wohnte Siegfried Neugarten Jg. 1898 deportiert 1940 Gurs Flucht 1942 Belgien versteckt/überlebt befreit 1944                 | Kassler Straße 14 ·     | 17. Sep. 2013  | |
| Stolperstein für Leopold Nussbaum | Hier wohnte Leopold Nussbaum Jg. 1901 deportiert 1943 ermordet in Auschwitz                                                       | Kassler Straße 14 ·     | 17. Sep. 2013  | |
| Bild gesucht Der Benutzer GeorgDerReisende ( Diskussion ) wünscht sich an dieser Stelle ein Bild vom Ort mit diesen Koordinaten 51.1326176 9.2746903 . Motiv: Kasseler Straße 14: der Stolperstein für Gretel Nussbaum Falls du dabei helfen möchtest, erklärt die Anleitung , wie das geht. BW | Hier wohnte Gretel Nussbaum geb. Friedberg Jg. 1914 Flucht Shanghai tot 11. Jan. 1943                                             | Kassler Straße 14 ·     | 5. Mai 2023    | |
| Stolperstein für Max Mark | Hier wohnte Max Mark Jg. 1872 deportiert Lodz ermordet 15.6.1942                                                                  | Marktplatz 13 ·         |                | |
| Stolperstein für Amalie Speier | Hier wohnte Amalie Speier Jg. 1873 deportiert 1942 Theresienstadt überlebt                                                        | Martinsgasse 18 ·       |                | |
| Stolperstein für Hermann Speier | Hier wohnte Hermann Speier Jg. 1880 ermordet 11.2.1942 Sachsenhausen                                                              | Martinsgasse 18 ·       |                | |
| Stolperstein für Sophie Speier | Hier wohnte Sophie Speier Jg. 1878 deportiert 1942 Theresienstadt überlebt                                                        | Martinsgasse 18 ·       |                | |
| Stolperstein für Blanka Löwenstein | Hier wohnte Blanka Löwenstein Jg. 1921 ???                                                                                        | Nikolausstraße 16 ·     |                | |
| Stolperstein für Ella Löwenstein geb. Heilbronn | Hier wohnte Ella Löwenstein geb. Heilbronn Jg. 1893 deportiert 1942 ???                                                           | Nikolausstraße 16 ·     |                | |
| Stolperstein für Siegfried-Sussmann Löwenstein | Hier wohnte Siegfried Sussmann Löwenstein Jg. 1884 deportiert Izbica ???                                                          | Nikolausstraße 16 ·     |                | |
| Stolperstein für Sophie Bacharach | Hier wohnte Sophie Bacharach Jg. 1874 deportiert 1942 Sobibor ermordet Juni 1942                                                  | Von Hund-Gasse 19 ·     |                | |
| Stolperstein für Ernst Kleinberger | Hier wohnte Ernst Kleinberger Jg. 1923 Flucht 1936 Südafrika überlebt                                                             | Von Hund-Gasse 19 ·     |                | |
| Stolperstein für Emilie Baruch geb.Katz | Hier wohnte Emilie Baruch geb.Katz Jg. 1890 deportiert 1942 ermordet in Auschwitz                                                 | Zwischen den Krämen 2 · |                | |
| Stolperstein für Joseph Baruch | Hier wohnte Joseph Baruch Jg. 1923 deportiert ???                                                                                 | Zwischen den Krämen 2 · |                | |
| Stolperstein für Julius Baruch | Hier wohnte Julius Baruch Jg. 1884 deportiert 1942 ermordet in Auschwitz                                                          | Zwischen den Krämen 2 · |                | |
| Stolperstein für Julius Baruch | Hier wohnte Julius Baruch Jg. 1922 deportiert 1942 ermordet in Auschwitz                                                          | Zwischen den Krämen 2 · |                | |
| Stolperstein für Kurt Baruch | Hier wohnte Kurt Baruch Jg. 1924 deportiert 1942 ermordet in Auschwitz                                                            | Zwischen den Krämen 2 · |                | |
| Stolperstein für Ruth Rosa Baruch | Hier wohnte Ruth Rosa Baruch Jg. 1926 deportiert ???                                                                              | Zwischen den Krämen 2 · |                | |
| Stolperstein für Frommet Kugelmann | Hier wohnte Frommet Kugelmann Jg. 1867 deportiert 1942 Theresienstadt tot 15.4.1943                                               | Zwischen den Krämen 5 · | 2. März 2007   | Die Steine liegen in einer Vitrine im Stadtarchiv – Touristinfo, da es keine Zustimmung zum Verlegen vor dem letzten Wohnort gab. |
| Stolperstein für Liebmann Kugelmann | Hier wohnte Liebmann Kugelmann Jg. 1881 verhaftet 9.11.1938 Buchenwald ermordet 17.12.1938                                        | Zwischen den Krämen 5 · | 2. März 2007   | Die Steine liegen in einer Vitrine im Stadtarchiv – Touristinfo, da es keine Zustimmung zum Verlegen vor dem letzten Wohnort gab. |
| Stolperstein für Rebecka Kugelmann | Hier wohnte Rebecka Kugelmann Jg. 1883 deportiert 1942 Theresienstadt tot 28,4.1943                                               | Zwischen den Krämen 5 · | 2. März 2007   | Die Steine liegen in einer Vitrine im Stadtarchiv – Touristinfo, da es keine Zustimmung zum Verlegen vor dem letzten Wohnort gab. |
| Stolperstein für Julius Lissauer | Hier wohnte Julius Lissauer Jg. 1906 deportiert 1942 Majdanek ermordet 5.8.1942                                                   | Zwischen den Krämen 5 · | 2. März 2007   | Die Steine liegen in einer Vitrine im Stadtarchiv – Touristinfo, da es keine Zustimmung zum Verlegen vor dem letzten Wohnort gab. |
| Stolperstein für Susanne Luss | Hier wohnte Susanne Luss Jg. 1909 deportiert 1942 ermordet in Izbica                                                              | Zwischen den Krämen 5 · | 2. März 2007   | Die Steine liegen in einer Vitrine im Stadtarchiv – Touristinfo, da es keine Zustimmung zum Verlegen vor dem letzten Wohnort gab. |